# Изгоев, Александр Соломонович
Алекса́ндр Соломо́нович Изго́ев (настоящая фамилия — Ла́нде или Ля́нде; 11 апреля 1872, Вильна — 11 июля 1935, Хаапсалу, Эстония) — русский юрист, политик и публицист, педагог. Один из лидеров правых кадетов, веховец.

## Биография
Родился в семье выпускника факультета восточных языков Санкт-Петербургского университета, учителя Виленского раввинского училища Соломона Владимировича Ланде и Христины Ильиничны Ланде. В 1889 году окончил минскую гимназию.
В 1889—1894 годах был студентом медицинского факультета Томского университета, участвовал в студенческом движении, познакомился с марксизмом. Из университета был исключён за политическую неблагонадёжность. Из-за угрозы ареста уехал из России в 1894, изучал общественные науки во Франции. Вернувшись в Россию, учился с 1896 года на юридическом факультете Новороссийского университета (Одесса), который окончил в 1900 году. Впоследствии — профессор Новороссийского университета.
В 1890-е годы был легальным марксистом. Изгоев никогда не был, по его словам, «социал-демократом в партийном значении этого слова», однако до 1904 года «поддерживал связь с местными социал-демократическими организациями». С 1902 года, разочаровавшись в марксизме, стал сотрудником либерального еженедельника «Южные записки». Участвовал в создании Союза Освобождения, сотрудничал с рядом либеральных изданий. В январе 1906 года, на 2-м съезде конституционно-демократической партии, избран в состав ЦК (1906—1918), в котором примыкал к правому крылу. В 1909 году был участником сборника «Вехи».
После Октябрьской революции участвовал в подпольном издании газет «Борьба» и «Наш век», призывая к вооружённым выступлениям против большевизма. В ноябре 1918 года арестован; в январе 1919 года освобожден по ходатайству М. Горького. В сентябре 1919 вновь арестован, в сентябре 1920 года откомандирован из концлагеря в распоряжение научно-технического отдела ВСНХ, а затем освобождён в марте 1921 года. В августе 1922 года снова арестован, выпущен на свободу в октябре. В ноябре 1922 года выслан в Германию.

## Публикации
- Изгоев А.С. Общинное право. — М.: Тип. «Надежда», 1906. — 160 с. Архивировано 4 сентября 2007 года.
- Русское общество и революция — М., изд. журнала «Русская мысль», 1910. — 278 с.
- Наши политические партии (Петроград, 1917)
- Об интеллигентной молодёжи. Из сборника «Вехи»
- Социализм, культура и большевизм. Из сборника «Из глубины»
- Изгоев А. П.А.Столыпин. Очерк жизни и деятельности. — М.: Кн-во К.Ф.Некрасова, 1912. — 133 с.
- Рожденное в революционной смуте (1917-1932). — Париж,1933. — 32 с.